# Jerome Cowan
Jerome Cowan var en amerikansk skådespelare, född 6 oktober 1897 i New York, död 24 januari 1972 i Encino, Kalifornien. Han medverkade i över 200 filmer och TV-produktioner.

## Filmografi, urval
- 1937 – Får jag lov?
- 1937 – Man lever bara en gång
- 1938 – Min fru detektiven
- 1939 – Kvinna mot kvinna
- 1940 – Revolt i Costa Rica
- 1940 – Mannen med järnnävarna
- 1941 – Den stora lögnen
- 1941 – En bit av himlen
- 1941 – Ljuset bortom dimman
- 1941 – Riddarfalken från Malta
- 1941 – Sierra
- 1942 – Stormdriven
- 1943 – Sången om Bernadette
- 1944 – En kvinnas väg
- 1945 – Blonde Ransom
- 1946 – Vi möts och vi skiljs
- 1947 – Det hände i New York
- 1948 – Flickan från badstranden
- 1950 – Ung man med trumpet
- 1950 – Hon stod i rök och damm